# Bruno Krauskopf
Bruno Krauskopf (* 9. März 1892 in Marienburg (Westpreußen); † 23. Dezember 1960 in West-Berlin) war ein deutscher Maler und Grafiker.

## Ausbildung
Im Alter von vierzehn Jahren begann Bruno Krauskopf seine Ausbildung zum Chromolithographen in Berlin, die bis 1908 dauerte. Von 1910 bis 1915 studierte er am Königlichen Kunstgewerbemuseum Berlin bei Emil Doepler. Bereits 1912 hatte er seine erste Einzelausstellung in der Berliner Galerie Casper. Ab 1914 bildete er mit Wilhelm Kohlhoff und Harry Deierling eine Ateliergemeinschaft und stellte seine Werke bei der Großen Berliner Kunstausstellung aus. Zwischen 1913 und 1916 entstand sein Graphisches Œuvre aus Lithografien, Holz- und Linolschnitten.

## Berliner Zeit
Von 1914 bis 1916 war er Soldat im Elsass und in Russland. Krauskopf wurde 1916 Mitglied der Freien (Berliner) Secession und war von 1917 bis 1933 Mitglied der Berliner Secession. Dort war er auch im Vorstand und Jurymitglied und nahm an den Ausstellungen teil. In dieser Zeit entstanden zahlreiche Illustrationen in Büchern von Tolstoi, Dostojewski, Eulenberg und Reisiger. Ab 1918 war er auch Mitglied der Novembergruppe. Anfang der 1920er Jahre ändert sich sein Malstil vom Expressionismus zum Impressionismus. Die Farben werden frischer und leuchtender. Zwischen 1923 und 1933 unternahm Krauskopf mehrere Studienreisen nach Frankreich, Polen, Italien und in die Schweiz. Außer seinen Bildern illustrierte Krauskopf verschiedene Bücher, entwarf Filmdekorationen für die UFA und Kostüm- und Bühnenentwürfe für Film und Theater.
Das Berliner Adressbuch verzeichnet ihn letztmalig 1932 in der Sponholzstraße 15. im Jahr davor in der Bülowstraße 84.
Der Sohn Krauskopfs Gregor Krauskopf war gleichfalls Maler und Grafiker.

## Im Exil
Im Jahre 1933 wurden seine Werke von der nationalsozialistischen Regierung als „Entartete Kunst“ diffamiert, woraufhin er im selben Jahr nach Norwegen emigrierte. Sein Sommerhaus in Bad Saarow, welches er sich 1923 nach Plänen des Architekten Harry Rosenthal hatte bauen lassen, erwarb der Boxer Max Schmeling.
1937 wurden im Rahmen der deutschlandweiten konzertierten Aktion „Entartete Kunst“ zehn Bilder Krauskopfs aus dem Stadtbesitz von Berlin, der Nationalgalerie (Kronprinzen-Palais) Berlin, dem Kupferstichkabinett Berlin, der Anhaltinischen Gemäldegalerie Dessau, dem Städelschen Kunstinstitut und Städtische Galerie Frankfurt/Main und dem Kaiser Wilhelm-Museum Krefeld beschlagnahmt.
Krauskopf ließ sich in Stavanger nieder. Nach 1940, als Norwegen von Deutschland besetzt wurde, lebte er im Untergrund. Am 12. Mai 1945 wurde er von der norwegischen Polizei der Spionage für Deutschland bezichtigt, für zehn Wochen inhaftiert und sein gesamtes Vermögen beschlagnahmt. Nachdem er 1948 zum unerwünschten Ausländer erklärt wurde und sein gesamter Besitz an den norwegischen Staat fiel, emigrierte er zusammen mit seiner zweiten Frau nach New York. Mit Unterstützung von George Grosz knüpfte er erste Kontakte mit der New Yorker Kunstszene. Im Jahre 1957 kehrte er zeitweise nach Berlin zurück, 1959 löste er sein New Yorker Atelier auf und wohnte in Berlin-West.

## Bildnerische Darstellung
- Georg Fuchs: Der Maler Krauskopf (Fotografie, um 1931)[2]

## Auszeichnungen
- 1919 und 1920 Preis der Berliner Secession
- Wertheim-Preis, Berlin
- Preis der Stadt Bordeaux
- Günter-Wagner-Preis, Deutscher Künstlerbund, verliehen durch den Kunstverein Hannover
- 1923 Großer Preußischer Kunstpreis
- 1930 Albrecht-Dürer-Preis der Stadt Nürnberg
- 1934 Museumspreis der Stadt Stavanger

## Werke (Auswahl)

### 1937 als „entartet“ beschlagnahmte Werke
- Frühlingslandschaft (Öl auf Leinwand, 41 × 74 cm, 1919)

- Blumenstilleben (Öl auf Leinwand, 102 × 88 cm)

- Landschaft (Öl; zerstört)

- Dorflandschaft (Öl auf Pappe, 59 × 65 cm, 1926)

- Platz am Theater in Warschau (Tempera und Tusche, 53,6 × 72,1 cm; 1927)

- Selbstbildnis (Radierung, 24,3 × 18,2 cm; wieder im Kupferstichkabinett Berlin)

- Hügelige Landschaft mit Fabrik (Radierung; 23, 4 × 29, 2 cm; wieder im Kupferstichkabinett Berlin)

- Sitzender Akt (Druckgrafik; zerstört)

- Haus (Linolschnitt?)[3]

- Die Nacht (Druckgrafik; zerstört)

### Weitere Werke (Auswahl)
- Das Irrenhaus (1919, Öl auf Leinwand, 82 × 106 cm; Berlinische Galerie)

- Atelierfenster (um 1925; Öl, 53 × 65,5 cm; Neue Nationalgalerie Berlin)
- Bildnis Max Pechstein (o. J., Öl auf Malpappe, 27 × 21 cm; Berlinische Galerie)
- Blumen am Fenster (1929/1930, Öl und Tempera, 81 × 100 cm; Neue Nationalgalerie Berlin)

- Stadt mit Wasserturm (Öl auf Malpappe, 26 × 23 cm; Berlinische Galerie)
- Norwegische Felsenküste (1939, Öl auf Leinwand, 80 × 100,5 cm; Berlinische Galerie)

## Ausstellungen (unvollständig)
- Zwischen 1919 und 1933 Ausstellungen in der Kestner-Gesellschaft, Hannover; Akademie der Künste, Berlin; Ausstellung Internationaler Bau, Berlin
- 1932 Ausstellung in der Galerie Hartberg, Berlin
- 1933 Ausstellung in der Galerie Flechtheim, Berlin
- 1933 Hannover, Künstlerhaus („101. Große Frühjahrsausstellung“ des Kunstvereins Hannover)
- 1934 Ausstellung im Kunstverein Stavanger
- 1935 Ausstellung in der Galerie Blomquist, Oslo
- 1936 bis 1940 Ausstellungen in Stavanger, Oslo, Bergen, Haugesund und Kristiansand
- nach 1945 bedeutende Zahl von Ausstellungen in den USA, der Bundesrepublik Deutschland, in Westberlin und in der Sowjetischen Besatzungszone und der DDR[4]: u. a. Galerie Weyhe, New York; Galerie Feigl, New York; Withney Museum, New York; Carnegie International Exhibition Center, Pennsylvania Academy of Fine Arts, Pittsburgh; Richmond und Art Center Des Moines, Iowa; Städtisches Museum Mönchengladbach; Galerie Hella Nebelung, Düsseldorf.
- 1957 Ausstellungen in der Kunsthalle Bremen, im Kunstamt Berlin-Wilmersdorf und im Kunstverein Karlsruhe.

### Postume Ausstellungen
- 1972 Gedächtnisausstellung im Rathaus Berlin-Charlottenburg
- 1981 Ausstellung in der Galerie Michael Haas, Berlin
- 1985 Ausstellung Kunstforening Stavanger
- 1991 Ausstellung in der Galerie Norbert Blaeser
- 1992 Wanderausstellungen in Norwegen anlässlich seines 100. Geburtstags, Ausstellung in der Kunsthalle Darmstadt unter dem Motto: Ich lebe noch und male weiter, und in der Galerie Abercron, München.
- 1999 Ausstellung Vier Künstler der Verschollenen Generation der Galerie Blaeser
- 2002 Stationen eines Malers aus Westpreußen im Westpreußischen Landesmuseum Münster
- 2005 Galerie Norbert Blaeser mit Werken aus dem Nachlass von Krauskopf